# أمجاون
أمجاون هي مدينة تقع في منطقة جونديا في مقاطعة ناجبور التابعة لولاية ماهاراشترا، الهند. يبلغ إجمالي عدد سكان مدينة أمجاون 17,897 نسمة، لتحتل بذلك المركز الثالث في مقاطعة جونديا بعد جونديا وتيرورا من حيث عدد السكان.

## الموقع
أمجاون هي مدينة في منطقة جونديا، ماهاراشترا، وهي جزء من منطقة برار.
يبلغ ارتفاع أمجاون 211 متر (692 قدم) فوق مستوى سطح البحر. يبلغ طولها 150 كيلومتر (93 ميل) من ناحية ناجبور، بالقرب من حدود تشاتيسغار ومدهيا برديش، وتقع محطة سكة حديد أمجاون (AGN) ضمن قسم ناغبور للسكك الحديدية المركزية الجنوبية الشرقية.